# Jean-Louis Vivenot
Pour les articles homonymes, voir Vivenot.
Jean-Louis Vivenot est un homme politique français né le 21 septembre 1767 à Saint-Aubin-sur-Aire (Meuse) et décédé le 4 septembre 1817 à Commercy (Meuse).
Militaire de carrière, il fait les campagnes de la Révolution et de l'Empire et prend sa retraite comme major d'infanterie. Il est député de la Meuse en 1815, pendant les Cent-Jours.

## Sources
- « Jean-Louis Vivenot », dans Adolphe Robert et Gaston Cougny, Dictionnaire des parlementaires français, Edgar Bourloton, 1889-1891 [détail de l’édition]